# Glasco (Nova York)
Glasco és una concentració de població designada pel cens dels Estats Units a l'estat de Nova York. Segons el cens del 2000 tenia 1.692 habitants.

## Demografia
Segons el cens del 2000, Glasco tenia 1.692 habitants, 700 habitatges, i 476 famílies. La densitat de població era de 353,1 habitants per km².
Dels 700 habitatges en un 29,6% hi vivien nens de menys de 18 anys, en un 51,7% hi vivien parelles casades, en un 11,6% dones solteres, i en un 31,9% no eren unitats familiars. En el 26,3% dels habitatges hi vivien persones soles el 10,7% de les quals corresponia a persones de 65 anys o més que vivien soles. El nombre mitjà de persones vivint en cada habitatge era de 2,4 i el nombre mitjà de persones que vivien en cada família era de 2,91.
Per edats la població es repartia de la següent manera: un 23,1% tenia menys de 18 anys, un 5,7% entre 18 i 24, un 30,9% entre 25 i 44, un 22,6% de 45 a 60 i un 17,6% 65 anys o més.
L'edat mediana era de 39 anys. Per cada 100 dones de 18 o més anys hi havia 88,6 homes.
La renda mediana per habitatge era de 37.917 $ i la renda mediana per família de 45.909 $. Els homes tenien una renda mediana de 32.917 $ mentre que les dones 23.696 $. La renda per capita de la població era de 21.964 $. Entorn de l'11,5% de les famílies i el 9,3% de la població estaven per davall del llindar de pobresa.